# Masaguara
Masaguara är en kommun i Honduras.   Den ligger i departementet Departamento de Intibucá, i den västra delen av landet, 90 km väster om huvudstaden Tegucigalpa. Antalet invånare är 12 450. Arean är 254 kvadratkilometer.
Terrängen i Masaguara är kuperad söderut, men norrut är den bergig.